# Sub-districte de Haifa
El Sub-districte de Haifa forma part del districte de Haifa d'Israel, i està format per diverses ciutats israelianes, i per altres entitats de població més petites. Els consells locals són uns municipis que no tenen l'estatus de ciutat. Els consells regionals, són unes entitats de població, que alhora estan formades per diverses comunitats, assentaments, pobles i llogarets.

## Ciutats
Les ciutats que formen part del sub-districte de Haifa són les següents:
- Haifa
- Ir ha-Karmel
- Neixer
- Qiryat Atta
- Qiryat Byaliq
- Qiryat Motsqin
- Qiryat Yam
- Tirat Carmel

## Consells locals
Els consells locals que formen part del sub-districte de Haifa són els següents:
- Qiryat Tivon
- Rekhassim

## Consells regionals
Els consells regionals que formen part del sub-districte de Haifa són els següents:
- Costa del Carmel
- Zabuló